# Liste der Kulturdenkmale in Schkopau
In der Liste der Kulturdenkmale in Schkopau sind alle Kulturdenkmale der Gemeinde Schkopau in Sachsen-Anhalt und ihrer Ortsteile aufgelistet. Grundlage ist das Denkmalverzeichnis des Landes Sachsen-Anhalt, das auf Basis des Denkmalschutzgesetzes vom 21. Oktober 1991 erstellt und seither ergänzt wurde. (Stand 31. Dezember 2024)
Diese Liste ist eine Teilliste der Liste der Kulturdenkmale im Saalekreis.

## Kulturdenkmale nach Ortsteilen

### Schkopau
| Lage | Bezeichnung             | Beschreibung | Erfassungs- nummer | Ausweisungsart               | Bild           |
| --- | ----------------------- | --- | ------------------ | ---------------------------- | -------------- |
| ca. 600 m nördlich der Siedlung Am Wassertal in Friedenshöhe, 20 m östlich der Straße im Gebüsch (Karte) | Quellfassung Königsborn | Quelleinfassung als sogen. Königsbrunnen von ortsgeschichtlicher Bedeutung, kleine Bruchsteineinfassung mit Gewölbe | 094 20459          | Baudenkmal                   | Weitere Bilder |
| Alte Fischerei (Karte)                                                                                   | Kirche                  | | 094 20464          | Baudenkmal                   | Weitere Bilder |
| Am Kirschberg (Karte)                                                                                    | Siedlung                | In den 1930er Jahren nach den Prinzipien einer Gartenstadt konzipierter großzügiger, insgesamt 12 Straßen umfassender Siedlungskomplex aus Ein-, Zwei- und Mehrfamilienhäusern für höhere Angestellte und Personal der Buna-Werke | 094 20192          | Denkmalbereich               | Siedlung       |
| Am Mühlteich 7 (Karte)                                                                                   | Mühlenhof               | | 094 20853          | Baudenkmal                   | Mühlenhof      |
| Am Mühlteich 9 (Karte)                                                                                   | Scheune                 | Eines der wenigen im Ort erhaltenen Beispiele von einfacher bäuerlicher Architektur, erbaut um 1800 (vermutlich nicht mehr existent)                                                                                              | 094 20854          | Baudenkmal                   | BW             |
| Am Schloß (Karte)                                                                                        | Schloss Schkopau        | Burg | 094 20855          | Baudenkmal                   | Weitere Bilder |
| Am Schloß                                                                                                | Park                    | Park | 094 20855 001      | Teilobjekt eines Baudenkmals |                |
| Am Schloß 8 (Karte)                                                                                      | Schule                  | Schule | 094 20460          | Baudenkmal                   | Schule         |
| An der Schäferei 1 (heute: Alte Schäferei 1) (Karte)                                                     | Schäferei               | | 094 20463          | Baudenkmal                   | Schäferei      |
| An der Schäferei 3 (heute: Alte Schäferei 3) (Karte)                                                     | Bauernhof               | Dreiseitige Hofanlage aus dem 18. und 19. Jahrhundert bestehend aus Wohnhaus, zwei Wirtschaftsgebäuden sowie Einfriedung mit Toranlage                                                                                            | 094 20856          | Baudenkmal                   | Bauernhof      |
| Dörstewitzer Straße 19 (Karte)                                                                           | Lager                   | Zwei ingenieurtechnisch und architektonisch bemerkenswerte Industriegebäude; Halle (1912) und turmartiger, aus drei kubischen Elementen zusammengesetzter Backsteinbau (um 1960)                                                  | 094 20857          | Baudenkmal                   | Lager          |
| Hallesche Straße Ortszentrum von Schkopau (Karte)                                                        | Distanzstein            | | 094 66061          | Baudenkmal                   | Weitere Bilder |
| Hallesche Straße zwischen Nr. 15 und Nr. 17 (Karte)                                                      | Wartehalle              | Ehemals ansehnlicher Bau mit verschiedenen Funktionen in nüchterner, aber ausgewogener klassizistischer Formensprache, um 1950 | 094 20462          | Baudenkmal                   | BW             |
| Hallesche Straße 17, 19, 21, 23, 25, 27, 29, 31, 33, 35, 37, Korbethaer Straße 2, 4 (Karte)              | Siedlung                | Erster Abschnitt eines Siedlungsprojekts von 1911 auf Initiative der Gartenstadt Schkopau GmbH, Villenbauten mit historisierenden sowie Elementen des Heimatstils und der Reformbewegung                                          | 094 20461          | Denkmalbereich               | Siedlung       |
| Hallesche Straße 21 (Karte)                                                                              | Villa                   | Anspruchsvoll gestalteter Villenbau von 1911/12 in den Formen des Heimatstils | 094 20934          | Baudenkmal                   | Villa          |
| Korbethaer Straße 2, 4 (Karte)                                                                           | Villa                   | Gochtsche Villa, erbaut um 1910 im Stil eines kleinen barocken Palais' mit aufwendiger Grundrisslösung und reicher Fassadengliederung, seitlich Gärtnerhaus                                                                       | 094 20457          | Baudenkmal                   | Weitere Bilder |
| Ludwig-Uhland-Straße, Schwarzeiche (Karte)                                                               | Friedhof                | Weitläufige, parkartige Anlage in terrassenförmiger Anordnung, Ehrenhain für 29 Zwangsarbeiter | 094 20858          | Baudenkmal                   | Weitere Bilder |
| Westliche Bunastraße auf und vor dem Gelände der BUNA-Werke (Karte)                                      | Fabrik                  | Buna-Werke, errichtet 1935 bis 1940, klares Grundrissraster mit kubischer Ausprägung der Baukörper aus rotem Backstein, Verwaltungs- und Versorgungsbauten mit aufwendigeren Gestaltungen                                         | 094 20860          | Baudenkmal                   | Fabrik         |
| Östliche Bunastraße (Karte)                                                                              | Kulturhaus              | Sogen. Buna-Klubhaus X 50, „Haus der Freundschaft“ | 094 20861          | Baudenkmal                   | Weitere Bilder |
| Östliche Bunastraße (Karte)                                                                              | Ladenstraße             | Buna-Ladenstraße, Pavillonbau (um 1955) zwischen Chemiewerk und Dorf in Nachbarschaft zum Kulturhaus | 094 20458          | Baudenkmal                   | Weitere Bilder |

### Bündorf
| Lage                                                      | Bezeichnung     | Beschreibung | Erfassungs- nummer | Ausweisungsart               | Bild           |
| --------------------------------------------------------- | --------------- | --- | ------------------ | ---------------------------- | -------------- |
| Bündorfer Straße (Karte)                                  | Kirche          | | 094 20374          | Baudenkmal                   | Weitere Bilder |
| Bündorfer Straße, auf der Westseite des Kirchhofs (Karte) | Mausoleum       | Anspruchsvolle, in spätbarocker Manier gehaltene Gruftanlage mit schöner Fassadengestaltung auf quadratischem Grundriss                                                | 094 20373          | Baudenkmal                   | Mausoleum      |
| Bündorfer Straße (Karte)                                  | Platz           | Gerichtsplatz, ehemals am Rande des Ortes gelegene freie Platzanlage mit Eiche (Naturdenkmal), davor Reste eines Bauernsteins sowie anderer, z. T. bearbeiteter Steine | 094 20372          | Baudenkmal                   | Platz          |
| Bündorfer Straße 42 (Karte)                               | Schloss Bündorf | Schloss | 094 20404          | Baudenkmal                   | Weitere Bilder |
| Bündorfer Straße                                          | Park            | Park | 094 20404 001      | Teilobjekt eines Baudenkmals |                |
| Bündorfer Straße 29 (Karte)                               | Pfarrhof        | Große Hofanlage nahe der Kirche, Wohnhaus mit barockem Erscheinungsbild, 18. Jahrhundert, Backsteineinfriedung des 19. Jahrhunderts                                    | 094 20370          | Baudenkmal                   | BW             |
| Bündorfer Straße 48, 48a (Karte)                          | Schäferei       | Komplex der ehemaligen Gutsschäferei, Dreiseithof und separat stehendes, kleines barockes Schäferhaus                                                                  | 094 20371          | Baudenkmal                   | BW             |

### Burgliebenau
| Lage                                                                                    | Bezeichnung                     | Beschreibung                                                                                            | Erfassungs- nummer | Ausweisungsart | Bild                      |
| --------------------------------------------------------------------------------------- | ------------------------------- | --- | ------------------ | -------------- | ------------------------- |
| Alte Dorfstraße (Karte)                                                                 | Kirche                          | St. Philippus und Jacobus                                                                               | 094 20688          | Baudenkmal     | Weitere Bilder            |
| Alte Dorfstraße 52 (Karte)                                                              | Herrenhaus Wolffsches Gut       | Stattliches barockes Herrenhaus, teilweise überformt, um 1700                                           | 094 20687          | Baudenkmal     | Herrenhaus Wolffsches Gut |
| Alte Dorfstraße 56 (Karte)                                                              | Zollhaus                        | Ehemaliges Zollhaus mit hohem Walmdach (um 1700) an der alten Salzstraße von Halle nach Sachsen gelegen | 094 20682          | Baudenkmal     | Zollhaus                  |
| Alte Dorfstraße 60 (Karte)                                                              | Schule                          | | 094 20683          | Baudenkmal     | BW                        |
| Alte Dorfstraße am nördlichen Ortsrand, alter Elsterübergang aus Richtung Halle (Karte) | Brücke                          | Zweibogige Natursteinbrücke mit Eisbrecher am Mittelpfeiler, 1. Hälfte d. 19. Jh.                       | 094 20684          | Baudenkmal     | Brücke                    |
| Gutshof 3, 4 (Karte)                                                                    | Schloss Burgliebenau, Kammergut | | 094 20686          | Baudenkmal     | Weitere Bilder            |
| Pfarrgasse 1 (Karte)                                                                    | Bauernhof                       | | 094 20681          | Baudenkmal     | BW                        |
| Pfarrgasse 3 (Karte)                                                                    | Bauernhaus                      | | 094 20680          | Baudenkmal     | BW                        |
| Pfarrgasse 5 (Karte)                                                                    | Pfarrhof                        | | 094 20679          | Baudenkmal     | BW                        |

### Döllnitz
| Lage                                                                                 | Bezeichnung               | Beschreibung | Erfassungs- nummer | Ausweisungsart               | Bild           |
| ------------------------------------------------------------------------------------ | ------------------------- | --- | ------------------ | ---------------------------- | -------------- |
| Elstergasse 6a ehemals Elsterstraße (Karte)                                          | Wohnhaus                  | Um 1900 errichtete Villa der Gosebrauerei Hanisch & Neumann | 094 55540          | Baudenkmal                   | BW             |
| Ernst-Thälmann-Platz 1, 2, Leipziger Straße 1, 27, Platz der Einheit 2, 3, 4 (Karte) | Platz                     | Ortstypische Wohnhäuser des 18. Jahrhunderts im Bereich der 1713 erbauten Kirche in unmittelbarer Nachbarschaft der Elstermühle                                               | 094 55068          | Denkmalbereich               | Platz          |
| Otto-Kreutzmann-Straße 29, 30, 32 (Karte)                                            | Rittergut                 | Rittergut Ehemaliges Rittergut Döllnitz mit Schloß, Park und Wirtschaftsgebäuden                                                                                              | 094 55069          | Baudenkmal                   | Weitere Bilder |
| Otto-Kreutzmann-Straße 29, 30, 32                                                    | Park                      | Park | 094 55069 001      | Teilobjekt eines Baudenkmals |                |
| Platz der Einheit (Karte)                                                            | Kirche und Kriegerdenkmal | Barocker Bau mit haubenbekröntem Turm und Patronatsloge, barocke Innenausstattung geschlossen erhalten, westlich der Kirche Obelisk für die Gefallenen des Ersten Weltkrieges | 094 55065          | Baudenkmal                   | Weitere Bilder |
| Platz der Einheit 1, 1a, 1b (Karte)                                                  | Mühle                     | Mühlengehöft, bestehend aus Mühle, Wehr, Wohnhaus, Speicher und Villa (Ruine)                                                                                                 | 094 55066          | Baudenkmal                   | Weitere Bilder |
| Regensburger Straße 50, 51, 52, 53 (Karte)                                           | Straßenzeile              | Straßenbildprägende Wohnhäuser in Ziegelbauweise, Anfang des 20. Jahrhunderts erbaut                                                                                          | 094 55541          | Denkmalbereich               | Weitere Bilder |
| Schaltwerk 1, 2, 3, 4, 5 (Karte)                                                     | Siedlung                  | Qualitätvolle Siedlung am ehemaligen Schaltwerk, errichtet 1938 bis 1940; um einen Innenhof hufeisenförmig angeordnete Backsteinbauten                                        | 094 55573          | Denkmalbereich               | Siedlung       |
| Vogelsang 9 (Karte)                                                                  | Wohnhaus                  | Gut gestalteter Ziegelbau des späten 19. Jahrhunderts | 094 55067          | Baudenkmal                   | Wohnhaus       |

### Dörstewitz
| Lage                       | Bezeichnung | Beschreibung | Erfassungs- nummer | Ausweisungsart | Bild           |
| -------------------------- | ----------- | ------------ | ------------------ | -------------- | -------------- |
| Straße der Einheit (Karte) | Kirche      |              | 094 20493          | Baudenkmal     | Weitere Bilder |

### Ermlitz
| Lage                                                                             | Bezeichnung       | Beschreibung | Erfassungs- nummer | Ausweisungsart | Bild           |
| -------------------------------------------------------------------------------- | ----------------- | ------------ | ------------------ | -------------- | -------------- |
| An der Mühle südöstlich des Mühlenhofes, nahe dem Ufer der Weißen Elster (Karte) | Sägegatter        |              | 094 20743          | Baudenkmal     | BW             |
| An der Mühle 1 (Karte)                                                           | Mühlenhof         |              | 094 20382          | Baudenkmal     | BW             |
| Apels Gut 1 (Karte)                                                              | Rittergut Ermlitz | Apels Gut    | 094 20383          | Baudenkmal     | Weitere Bilder |
| Pestalozzistraße (Karte)                                                         | Kirche            |              | 094 20385          | Baudenkmal     | Weitere Bilder |
| Pestalozzistraße 14 (Karte)                                                      | Forsthaus         |              | 094 20384          | Baudenkmal     | BW             |

### Knapendorf
| Lage                                                        | Bezeichnung    | Beschreibung | Erfassungs- nummer | Ausweisungsart | Bild           |
| ----------------------------------------------------------- | -------------- | ------------ | ------------------ | -------------- | -------------- |
| Altes Dorf 11 (Karte)                                       | Bauernhof      |              | 094 20750          | Baudenkmal     | BW             |
| Am Flugplatz 3 (Karte)                                      | Bauernhof      |              | 094 20752          | Baudenkmal     | BW             |
| Straße der Freundschaft vor der Südseite des Turmes (Karte) | Gedenkstein    |              | 094 20369          | Baudenkmal     | Gedenkstein    |
| Straße der Freundschaft (Karte)                             | Kirche         |              | 094 20367          | Baudenkmal     | Weitere Bilder |
| Straße der Freundschaft auf dem ehemaligen Kirchhof (Karte) | Kriegerdenkmal |              | 094 20368          | Baudenkmal     | Kriegerdenkmal |
| Zur Mühle 4 (Karte)                                         | Mühle          |              | 094 20751          | Baudenkmal     | Weitere Bilder |

### Kollenbey
| Lage    | Bezeichnung | Beschreibung | Erfassungs- nummer | Ausweisungsart | Bild           |
| ------- | ----------- | ------------ | ------------------ | -------------- | -------------- |
| (Karte) | Kirche      |              | 094 20862          | Baudenkmal     | Weitere Bilder |

### Korbetha
| Lage                        | Bezeichnung  | Beschreibung | Erfassungs- nummer | Ausweisungsart | Bild           |
| --------------------------- | ------------ | --- | ------------------ | -------------- | -------------- |
| Kommunaler Friedhof (Karte) | Gedenkstätte | Gedenkstätte für 41 Opfer faschistischer Gewaltherrschaft aus acht Ländern aus dem Jahr 1944, 18 Holzkreuze ohne Namensnennung | 094 20513          | Baudenkmal     | Weitere Bilder |
| Dorfstraße (Karte)          | Kirche       | Dorfkirche Korbetha, barocker Kirchenbau von 1720                                                                              | 094 20514          | Baudenkmal     | Weitere Bilder |
| Dorfstraße 7 (Karte)        | Pfarrhof     | | 094 20465          | Baudenkmal     | BW             |

### Lochau
| Lage                                                                                            | Bezeichnung     | Beschreibung | Erfassungs- nummer | Ausweisungsart | Bild           |
| ----------------------------------------------------------------------------------------------- | --------------- | --- | ------------------ | -------------- | -------------- |
| am Elsterkanal, unmittelbar an der Kreisgrenze zu Merseburg, nahe Ortslage Burgliebenau (Karte) | Grenzstein      | | 094 98134          | Baudenkmal     | BW             |
| am westlichen Ortsrand (Karte)                                                                  | Kirche St. Anna | | 094 55211          | Baudenkmal     | Weitere Bilder |
| An der Elster 6, 10, 11, Talstraße 8 ehemals Elsterstraße (Karte)                               | Häusergruppe    | Häusergruppe Ortstypische Wohnhäuser und ihre Nebengebäude als Kopfbauten, 18. Jahrhundert                                   | 094 55570          | Denkmalbereich | Häusergruppe   |
| Denkmalplatz                                                                                    | Denkmal         | Denkmal 2024 als Denkmal ausgewiesen                                                                                         | 094 19677          | Kleindenkmal   |                |
| Kirchwinkel 7 (Karte)                                                                           | Pfarrhaus       | Pfarrhaus 1787 im Kirchwinkel errichteter Putzbau mit Krüppelwalmdach, bemerkenswerte zweiflüglige Eingangstür mit Oberlicht | 094 55212          | Baudenkmal     | Pfarrhaus      |
| Mittelstraße 13 (Karte)                                                                         | Bauernhof       | Großes Gehöft aus d. 2. Hälfte des 19. Jh. in Ortsmitte, stattliche Scheunenbauten mit Ziergiebeln und Terrakottaschmuck     | 094 55569          | Baudenkmal     | Weitere Bilder |
| Mittelstraße 17 (Karte)                                                                         | Wohnhaus        | Fast ursprünglich erhaltenes Haus des 18. Jh. mit Krüppelwalmdach und Fledermausgaupen                                       | 094 55571          | Baudenkmal     | Wohnhaus       |
| Mühlenstraße 10, OT Wesenitz (Karte)                                                            | Mühle           | Wohnhaus und Speicher eines im 19. Jh. sehr stattlichen Mühlenbetriebes, stark überformtes Wohnhaus mit der Jahreszahl 1572  | 094 55572          | Baudenkmal     | Mühle          |

### Luppenau
| Lage                                                                                     | Bezeichnung | Beschreibung | Erfassungs- nummer | Ausweisungsart | Bild           |
| ---------------------------------------------------------------------------------------- | ----------- | --- | ------------------ | -------------- | -------------- |
| ehemals OT Lössen (Karte)                                                                | Kirche      | Spätgotische Dorfkirche mit dreiseitigem Chorschluss und aus dem Quadrat ins Okrogon übergeführtem Westturm | 094 20519          | Baudenkmal     | Weitere Bilder |
| Lössener Straße, ehem. OT Lössen (Karte)                                                 | Bauernstein | Bauernstein, am 5. März 2015 als Denkmal ausgewiesen |                    | Kleindenkmal   | BW             |
| Lössener Straße 3, 4, 5, 6 (2009 abgerissen), 7, 8; ehemals OT Lössen, Dorfplatz (Karte) | Ortskern    | Kulturgeschichtlich bemerkenswerter Rest eines Rundlings mit Bebauung von Wohn- und Wirtschaftsgebäuden aus dem 18. und 19. Jahrhundert mit einem Teich als Zentrum der Anlage                                   | 094 20517          | Denkmalbereich | BW             |
| Löpitzer Straße, ehemals OT Löpitz (Karte)                                               | Gasthof     | „Alte Waldschmiede“, zweigeschossiger Putzbau aus dem frühen 19. Jahrhundert mit massivem Untergeschoss, Krüppelwalmdach, seit Ende des 12. Jahrhunderts belegter Mühlenstandort, später Schmiede, dann Gasthaus | 094 84753          | Baudenkmal     | BW             |
| Löpitzer Straße 4, ehemals OT Löpitz (Karte)                                             | Gutshof     | Schlossartiges Herrenhaus aus der 2. Hälfte des 19. Jahrhunderts in aufwendigen Neorenaissanceformen | 094 20518          | Baudenkmal     | Gutshof        |
| Dorfstraße 13, ehemals OT Tragarth (Karte)                                               | Rittergut   | Rittergut Tragarth, stattlicher Gutshausbau mit klassizistischer Fassadengliederung, Kernbau 1862, Nordflügel 1881, Südflügel 1882, Taubenturm mit Mansardzeltdach                                               | 094 20520          | Baudenkmal     | Rittergut      |

### Neukirchen
| Lage                                                   | Bezeichnung  | Beschreibung | Erfassungs- nummer | Ausweisungsart | Bild           |
| ------------------------------------------------------ | ------------ | --- | ------------------ | -------------- | -------------- |
| (Karte)                                                | Kirche       | Dorfkirche Neukirchen (Schkopau) | 094 55153          | Baudenkmal     | Weitere Bilder |
| Lindenplatz 2 (Karte)                                  | Schule       | Ehemalige Dorfschule, qualitätvoller Ziegelbau des späten 19. Jahrhunderts nördlich der Kirche | 094 55544          | Baudenkmal     | Schule         |
| Straße des Friedens 3 (Karte)                          | Gutshof      | Erbaut im 19. Jahrhundert durch den Großgrundbesitzer Zimmermann, barockes Gutshaus, stattlicher langgestreckter Kuhstall mit reich bewegter Dachlandschaft, oktogonaler Taubenturm mit Haube und Laterne | 094 55154          | Baudenkmal     | Weitere Bilder |
| Straße des Friedens 15, 16, 17, 18, 19, 20, 21 (Karte) | Häusergruppe | Wohnhäuser um eine platzartige Aufweitung der Straße, Bebauung des 19. und frühen 20. Jahrhunderts | 094 55543          | Denkmalbereich | Häusergruppe   |

### Oberthau
| Lage                                                                 | Bezeichnung | Beschreibung | Erfassungs- nummer | Ausweisungsart | Bild   |
| -------------------------------------------------------------------- | ----------- | ------------ | ------------------ | -------------- | ------ |
| Ammendorfer Straße 20, Elsterstraße 17, Kirchstraße (Karte)          | Gutshof     |              | 094 20391          | Baudenkmal     | BW     |
| Elsterstraße zwischen Ammendorfer Straße 18 und Elsterstraße (Karte) | Gutshof     |              | 094 20392          | Baudenkmal     | BW     |
| Kirchstraße (Karte)                                                  | Kirche      |              | 094 20389          | Baudenkmal     | Kirche |
| Kirchstraße 3, 4 (Karte)                                             | Mühle       |              | 094 65497          | Baudenkmal     | BW     |

### Raßnitz
| Lage                                                                         | Bezeichnung | Beschreibung | Erfassungs- nummer | Ausweisungsart | Bild       |
| ---------------------------------------------------------------------------- | ----------- | --- | ------------------ | -------------- | ---------- |
| Zur Weißen Elster 10 (vormals Elsterstraße) (Karte)                          | Bauernhaus  | Weitgehend original erhaltener Bau des 17. Jahrhunderts, mit unregelmäßiger Fensterausteilung                                                                           | 094 20827          | Baudenkmal     | Bauernhaus |
| Zur Weißen Elster 11 (Karte)                                                 | Wohnhaus    | | 094 20828          | Baudenkmal     | Wohnhaus   |
| Zur Weißen Elster 21 (Karte)                                                 | Bauernhof   | Straßenbildbestimmender Hof in markanter Ecklage, überwiegend 2. Hälfte des 18. Jahrhunderts                                                                            | 094 20829          | Baudenkmal     | Bauernhof  |
| Mühlenende 2 (Karte)                                                         | Toranlage   | Imposante Toranlage von straßenbildprägender Wirkung, hohe Bruchsteinpfeiler mit Kugelbekrönung, 1. Hälfte des 19. Jahrhunderts                                         | 094 20830          | Baudenkmal     | Toranlage  |
| Mühlenende 20 (Karte)                                                        | Toranlage   | Stattliche barocke Toranlage mit Korbbogen an Durchfahrt und Pforte, um 1800                                                                                            | 094 20832          | Baudenkmal     | Toranlage  |
| Mühlenende 24 (Karte)                                                        | Bauernhaus  | | 094 20833          | Baudenkmal     | Bauernhaus |
| Mühlenende 9, 11, 12, 13, 14, 15, 16, 17, 18, 19, 20, 21, 22, 23, 24 (Karte) | Straßenzug  | Typischer dörflicher Straßenzug mit traufständigen Wohnhäusern und giebelständigen, durch Toranlagen verbundenen Wirtschaftsbauten, überwiegend 18. und 19. Jahrhundert | 094 20840          | Denkmalbereich | Straßenzug |

### Rattmannsdorf
| Lage                | Bezeichnung | Beschreibung                                                                                      | Erfassungs- nummer | Ausweisungsart | Bild     |
| ------------------- | ----------- | ------------------------------------------------------------------------------------------------- | ------------------ | -------------- | -------- |
| Dorfplatz 3 (Karte) | Wohnhaus    | Schlichter Putzbau mit Krüppelwalmdach, Teil eines Kleinstgehöfts, 2. Hälfte des 19. Jahrhunderts | 094 55548          | Baudenkmal     | Wohnhaus |
| Dorfplatz 5 (Karte) | Wohnhaus    | Zweigeschossiger Putzbau mit Mansarddach, zu einem Kleinstgehöft des 19. Jahrhunderts gehörig     | 094 55549          | Baudenkmal     | Wohnhaus |

### Röglitz
| Lage                          | Bezeichnung | Beschreibung | Erfassungs- nummer | Ausweisungsart | Bild   |
| ----------------------------- | ----------- | ------------ | ------------------ | -------------- | ------ |
| Auenweg 27 (Karte)            | Winzergut   |              | 094 20846          | Baudenkmal     | BW     |
| Kirchgasse 8 (Karte)          | Gasthaus    |              | 094 20849          | Baudenkmal     | BW     |
| Kirchgasse Dorfstraße (Karte) | Kirche      | St. Marien   | 094 20848          | Baudenkmal     | Kirche |

### Röpzig
| Lage                  | Bezeichnung | Beschreibung                                                                                                  | Erfassungs- nummer | Ausweisungsart | Bild      |
| --------------------- | ----------- | --- | ------------------ | -------------- | --------- |
| Saalestraße 5 (Karte) | Bauernhof   | Wohnhaus mit Fachwerkobergeschoss und Krüppelwalmdach einschl. Wirtschaftsgebäude, Mitte des 18. Jahrhunderts | 094 55546          | Baudenkmal     | Bauernhof |

### Rübsen
| Lage                                                     | Bezeichnung | Beschreibung | Erfassungs- nummer | Ausweisungsart | Bild |
| -------------------------------------------------------- | ----------- | ------------ | ------------------ | -------------- | ---- |
| Thomas-Müntzer-Straße 1 (Karte)                          | Bauernhof   |              | 094 20387          | Baudenkmal     | BW   |
| Thomas-Müntzer-Straße 1, 3, 4, 5, 10, 11, 12, 13 (Karte) | Anger       |              | 094 20386          | Denkmalbereich | BW   |

### Wallendorf
| Lage                                                                | Bezeichnung            | Beschreibung | Erfassungs- nummer | Ausweisungsart | Bild                   |
| ------------------------------------------------------------------- | ---------------------- | --- | ------------------ | -------------- | ---------------------- |
| Südlich des Ortes an der Eisenbahnstrecke Leipzig-Merseburg (Karte) | Brücke                 | Stahlbetonbrücke in der schlichten sachlichen Formensprache nach 1920, drei Flachbogen auf sich verjüngenden Pfeilern, in geometrischen Formen gehaltenes Brüstungsgitter | 094 20469          | Baudenkmal     | Weitere Bilder         |
| Am Kellerberg 1 (Karte)                                             | Ausspanne              | Sogen. Weiße Küche, bemerkenswerte Hofanlage des 17.-19. Jh., mächtiger Taubenturm, mit umlaufender Galerie und Mansarddach                                               | 094 20475          | Baudenkmal     | Weitere Bilder         |
| Am Kellerberg 2 (Karte)                                             | Keller                 | Seltenes Beispiel eines Eis- und Weinkellers aus dem 16. Jahrhundert | 094 20471          | Baudenkmal     | Weitere Bilder         |
| Am Kellerberg 4 (Karte)                                             | Bauernhaus             | Spätbarockes Bauernhaus, 1996 abgerissen | 094 20473          | Baudenkmal     | BW                     |
| Bahnhofstraße am südwestlichen Ortsrand (Karte)                     | Bahnhof                | Baukünstlerisch bemerkenswertes Bahnhofsgebäude aus der Zeit um 1930 mit expressionistischer Fassadengestaltung                                                           | 094 20468          | Baudenkmal     | Weitere Bilder         |
| Leipziger Straße 3 (Karte)                                          | Gasthof Goldener Anker | Markanter Gebäudekomplex an der alten Fernstraße Merseburg-Leipzig, im Kern frühes 18. Jh., Saalanbau aus der 2. Hälfte des 19. Jh.                                       | 094 20474          | Baudenkmal     | Gasthof Goldener Anker |
| Mühlstraße 5 (Karte)                                                | Mühlenhof              | Weitläufiger Mühlenkomplex mit Wassermühle, 1974 stillgelegt, Gebäudeensemble aus dem 18. und 19. Jh. mit einer der letzten Panstermühlen Deutschlands                    | 094 20472          | Baudenkmal     | Weitere Bilder         |
| Mühlstraße 10 (Karte)                                               | Kirche                 | Dorfkirche Wallendorf | 094 20470          | Baudenkmal     | Weitere Bilder         |

### Wegwitz
| Lage                                                              | Bezeichnung      | Beschreibung                                            | Erfassungs- nummer | Ausweisungsart | Bild             |
| ----------------------------------------------------------------- | ---------------- | ------------------------------------------------------- | ------------------ | -------------- | ---------------- |
| Wegwitz 12, am östlichen Giebel des ehemaligen Gutshauses (Karte) | Inschriftenstein | barocker Inschriftenstein, 2017 als Denkmal ausgewiesen | 094 77132          | Kleindenkmal   | Inschriftenstein |

### Weßmar
| Lage                                 | Bezeichnung  | Beschreibung | Erfassungs- nummer | Ausweisungsart | Bild           |
| ------------------------------------ | ------------ | ------------ | ------------------ | -------------- | -------------- |
| Bergstraße 9 (Karte)                 | Bauernhaus   |              | 094 20835          | Baudenkmal     | Bauernhaus     |
| Oberthauer Straße 6 (Karte)          | Kirche       |              | 094 20837          | Baudenkmal     | Weitere Bilder |
| Oberthauer Straße 7 (Karte)          | Pfarrhaus    |              | 094 20839          | Baudenkmal     | BW             |
| Oberthauer Straße 4, 5 (Karte)       | Gutshof      |              | 094 20836          | Baudenkmal     | BW             |
| Oberthauer Straße 4, 5, 6, 7 (Karte) | Häusergruppe |              | 094 20838          | Denkmalbereich | BW             |

## Ehemalige Kulturdenkmale nach Ortsteilen
Die nachfolgenden Objekte waren ursprünglich ebenfalls denkmalgeschützt oder wurden in der Literatur als Kulturdenkmale geführt. Die Denkmale bestehen heute jedoch nicht mehr, ihre Unterschutzstellung wurde aufgehoben oder sie werden nicht mehr als Denkmale betrachtet.

### Burgliebenau
| Lage                  | Bezeichnung | Beschreibung | Erfassungs- nummer | Ausweisungsart | Bild |
| --------------------- | ----------- | ------------ | ------------------ | -------------- | ---- |
| Dorfstraße 48 (Karte) | Schule      |              | 094 20689          |                | BW   |

### Döllnitz
| Lage                                                              | Bezeichnung  | Beschreibung | Erfassungs- nummer | Ausweisungsart | Bild |
| ----------------------------------------------------------------- | ------------ | --- | ------------------ | -------------- | ---- |
| Elstergasse 5 ehemals Elsterstraße (Karte)                        | Wohnhaus     | | 094 55539          |                | BW   |
| Gosestraße 26, Ledermannstraße 3 ehemals Hallesche Straße (Karte) | Häusergruppe | zwei Wohnhäuser aus dem späten 18. Jahrhundert, nach einer Vielzahl nicht genehmigter und nicht denkmalgerechter Änderungen stark entstellt und die Denkmaleigenschaften verloren, 2017 aus dem Denkmalverzeichnis gelöscht | 094 55070          | Denkmalbereich | BW   |

### Dörstewitz
| Lage                          | Bezeichnung | Beschreibung | Erfassungs- nummer | Ausweisungsart | Bild |
| ----------------------------- | ----------- | --- | ------------------ | -------------- | ---- |
| Straße der Einheit 39 (Karte) | Toranlage   | bäuerliche Toranlage von 1846, nach vielen nicht genehmigten und nicht denkmalgerechten Veränderungen ist die Denkmaleigenschaft erloschen, 2017 aus dem Denkmalverzeichnis gelöscht | 094 20478          | Baudenkmal     | BW   |

### Hohenweiden
| Lage                 | Bezeichnung | Beschreibung | Erfassungs- nummer | Ausweisungsart | Bild |
| -------------------- | ----------- | ------------ | ------------------ | -------------- | ---- |
| Teichplatz 2 (Karte) | Wohnhaus    |              | 094 55152          |                | BW   |
| Teichplatz 6 (Karte) | Wohnhaus    |              | 094 55542          |                | BW   |

### Korbetha
| Lage                  | Bezeichnung | Beschreibung | Erfassungs- nummer | Ausweisungsart | Bild |
| --------------------- | ----------- | --- | ------------------ | -------------- | ---- |
| Dorfstraße 23 (Karte) | Scheune     | Torscheune mit Satteldach und Fledermausgauben aus der Zeit um 1800, nach vielen nicht genehmigten und nicht denkmalgerechten Veränderungen ist die Scheune entstellt und die Denkmaleigenschaft erloschen, 2017 aus dem Denkmalverzeichnis gelöscht | 094 20512          | Baudenkmal     | BW   |

### Neukirchen
| Lage                          | Bezeichnung | Beschreibung | Erfassungs- nummer | Ausweisungsart | Bild |
| ----------------------------- | ----------- | ------------ | ------------------ | -------------- | ---- |
| Straße des Friedens 7 (Karte) | Wohnhaus    |              | 094 55545          |                | BW   |

### Oberthau
| Lage                                          | Bezeichnung | Beschreibung | Erfassungs- nummer | Ausweisungsart | Bild |
| --------------------------------------------- | ----------- | --- | ------------------ | -------------- | ---- |
| Elsterstraße westlich von 25a und 25b (Karte) | Bauernhof   | unveränderte Hofanlage, Wohnhaus in Lehmbauweise mit Fachwerkgiebel, nach Abriss wurde das Objekt 2017 aus dem Denkmalverzeichnis gelöscht | 094 20393          | Baudenkmal     | BW   |
| Kirchstraße 1 (Karte)                         | Pfarrhaus   | | 094 20390          |                | BW   |

### Pritschöna
| Lage               | Bezeichnung | Beschreibung | Erfassungs- nummer | Ausweisungsart | Bild |
| ------------------ | ----------- | --- | ------------------ | -------------- | ---- |
| Am Anger 3 (Karte) | Bauernhof   | im Stil des Klassizismus gestalteter Bauernhof aus der Mitte des 19. Jahrhunderts, nach vielen nicht genehmigten und nicht denkmalgerechten Veränderungen ist die Denkmaleigenschaft erloschen, 2017 aus dem Denkmalverzeichnis gelöscht | 094 20834          | Baudenkmal     | BW   |

### Rattmannsdorf
| Lage                | Bezeichnung | Beschreibung | Erfassungs- nummer | Ausweisungsart | Bild      |
| ------------------- | ----------- | --- | ------------------ | -------------- | --------- |
| Dorfplatz 9 (Karte) | Bauernhof   | Gehöft aus der zweiten Hälfte des 19. Jahrhunderts, nach vielen nicht genehmigten und nicht denkmalgerechten Veränderungen ist die Denkmaleigenschaft erloschen, 2017 aus dem Denkmalverzeichnis gelöscht | 094 55547          | Baudenkmal     | Bauernhof |

### Röglitz
| Lage                                                   | Bezeichnung | Beschreibung | Erfassungs- nummer | Ausweisungsart | Bild |
| ------------------------------------------------------ | ----------- | --- | ------------------ | -------------- | ---- |
| Röglitzer Hauptstraße 2 (ehemals Dorfstraße 2) (Karte) | Bauernhaus  | spätklassizistisch gestaltetes, langgestrecktes Bauernhaus aus der Zeit um 1860, nach vielen nicht genehmigten und nicht denkmalgerechten Veränderungen ist die Denkmaleigenschaft erloschen, 2017 aus dem Denkmalverzeichnis gelöscht | 094 20847          | Baudenkmal     | BW   |

### Rübsen
| Lage                                                       | Bezeichnung | Beschreibung | Erfassungs- nummer | Ausweisungsart | Bild |
| ---------------------------------------------------------- | ----------- | --- | ------------------ | -------------- | ---- |
| Rübsener Weg 13 (ehemals Thomas-Müntzer-Straße 13) (Karte) | Scheune     | großes Wirtschaftsgebäude mit Krüppelwalmdach aus dem 18. Jahrhundert, 2017 in ruinösem Zustand, Verlust der Denkmaleigenschaft durch Verfall, im Jahr 2017 als Einzeldenkmal aus dem Denkmalverzeichnis gelöscht, jedoch weiterhin Teil des Denkmalbereichs | 094 20388          | Baudenkmal     | BW   |

### Wegwitz
| Lage                                    | Bezeichnung | Beschreibung | Erfassungs- nummer | Ausweisungsart | Bild     |
| --------------------------------------- | ----------- | --- | ------------------ | -------------- | -------- |
| Wegwitz 12 (ehemals Auenweg 12) (Karte) | Gutshaus    | Rest des ehemaligen, 1695 erneuerten Gutshauses, nach vielen nicht genehmigten und nicht denkmalgerechten Veränderungen ist das Gutshaus zu stark entstellt und die Denkmaleigenschaft erloschen, 2017 aus dem Denkmalverzeichnis gelöscht | 094 20467          | Baudenkmal     | Gutshaus |

## Legende
In den Spalten befinden sich folgende Informationen:
- Lage: Nennt den Straßennamen und wenn vorhanden die Hausnummer des Kulturdenkmals. Die Grundsortierung der Liste erfolgt nach dieser Adresse. Der Link „Karte“ führt zu verschiedenen Kartendarstellungen und nennt die geographischen Koordinaten.
Link zu einem Kartenansichtstool, um Koordinaten zu setzen. In der Kartenansicht sind Baudenkmale ohne Koordinaten mit einem roten bzw. orangen Marker dargestellt und können in der Karte gesetzt werden. Baudenkmale ohne Bild sind mit einem blauen bzw. roten Marker gekennzeichnet, Baudenkmale mit Bild mit einem grünen bzw. orangen Marker.
- Offizielle Bezeichnung: Nennt den Namen, die Bezeichnung oder zumindest die Art des Kulturdenkmals und verlinkt, soweit vorhanden, auf den Artikel zum Objekt.
- Beschreibung: Nennt bauliche und geschichtliche Einzelheiten des Kulturdenkmals, vorzugsweise die Denkmaleigenschaften.
- Erfassungsnummer: Für jedes Kulturdenkmal wird in Sachsen-Anhalt eine 20stellige Erfassungsnummer vergeben. Die letzten zwölf Ziffern werden für die Untergliederung nach Teilobjekten genutzt und werden nur angegeben, soweit vergeben. In dieser Spalte kann sich folgendes Icon  befinden, dies führt zu Angaben zu diesem Baudenkmal bei Wikidata.
- Ausweisungsart: Die Einordnung des Denkmales nach § 2 Abs. 2 DenkmSchG LSA
- Bild: Ein Bild des Denkmales, und gegebenenfalls einen Link zu weiteren Fotos des Kulturdenkmals im Medienarchiv Wikimedia Commons. Wenn man auf das Kamerasymbol klickt, können Fotos zu Kulturdenkmalen aus dieser Liste hochgeladen werden: